# Волхов-Пристань
Волхов-Пристань — остановочный пункт на линии Санкт-Петербург — Будогощь Санкт-Петербургского отделения Октябрьской железной дороги. Располагается в Киришском районе Ленинградской области между станциями Кириши и Пост 63 км

## Пригородное сообщение
На остановочном пункте останавливаются электропоезда в направлении:
- на Санкт-Петербург (Московский и Ладожский вокзалы)
- на Будогощь

Минуя остановочный пункт проходят электропоезда сообщением Чудово-1 — Кириши — Волховстрой-1 и Будогощь — Волховстрой-1